# Louise Brough
Althea Louise Brough Clapp, més coneguda com a Louise Brough (Oklahoma City, Oklahoma, 11 de març de 1923 – Vista, Califòrnia, 3 de febrer de 2014) va ser una tennista estatunidenca activa durant les dècades dels 1940 i 1950.
Va néixer a Oklahoma City però va créixer a Los Angeles després que la seva família es traslladés a Beverly Hills quan tenia quatre anys. Es va casar amb el dentista estatunidenc Dr. Alan Clapp l'any 1958 però no van tenir descendència.

## Torneigs de Grand Slam

### Individual: 14 (6−8)
| Resultat   | Núm. | Any  | Campionat                   | Oponent                 | Marcador        |
| ---------- | ---- | ---- | --------------------------- | ----------------------- | --------------- |
| Finalista  | 1.   | 1942 | US Championships            | Pauline Betz            | 6−4, 1−6, 4−6   |
| Finalista  | 2.   | 1943 | US Championships (2)        | Pauline Betz            | 3−6, 7−5, 3−6   |
| Finalista  | 3.   | 1946 | Wimbledon Championships     | Pauline Betz            | 2−6, 4−6        |
| Guanyadora | 1.   | 1947 | US Championships            | Margaret Osborne duPont | 8−6, 4−6, 6−1   |
| Guanyadora | 2.   | 1948 | Wimbledon Championships     | Doris Hart              | 6−3, 8−6        |
| Finalista  | 4.   | 1948 | US Championships (3)        | Margaret Osborne duPont | 6−4, 4−6, 13−15 |
| Guanyadora | 3.   | 1949 | Wimbledon Championships (2) | Margaret Osborne duPont | 10−8, 1−6, 10−8 |
| Guanyadora | 4.   | 1950 | Australian Championships    | Doris Hart              | 6−4, 3−6, 6−4   |
| Guanyadora | 5.   | 1950 | Wimbledon Championships (3) | Margaret Osborne duPont | 6−1, 3−6, 6−1   |
| Finalista  | 5.   | 1952 | Wimbledon Championships (2) | Maureen Connolly        | 5−7, 3−6        |
| Finalista  | 6.   | 1954 | Wimbledon Championships (3) | Maureen Connolly        | 2−6, 5−7        |
| Finalista  | 7.   | 1954 | US Championships (4)        | Doris Hart              | 8−6, 1−6, 6−8   |
| Guanyadora | 6.   | 1955 | Wimbledon Championships (4) | Beverly Baker Fleitz    | 7−5, 8−6        |
| Finalista  | 8.   | 1957 | US Championships (5)        | Althea Gibson           | 3−6, 2−6        |

### Dobles femenins: 28 (21−7)
| Resultat   | Núm. | Any  | Campionat                    | Parella                 | Oponents                                   | Marcador       |
| ---------- | ---- | ---- | ---------------------------- | ----------------------- | ------------------------------------------ | -------------- |
| Guanyadora | 1.   | 1942 | US Championships             | Margaret Osborne duPont | Pauline Betz Doris Hart                    | 2−6, 7−5, 6−0  |
| Guanyadora | 2.   | 1943 | US Championships (2)         | Margaret Osborne duPont | Pauline Betz Doris Hart                    | 6−4, 6−3       |
| Guanyadora | 3.   | 1944 | US Championships (3)         | Margaret Osborne duPont | Pauline Betz Doris Hart                    | 4−6, 6−4, 6−3  |
| Guanyadora | 4.   | 1945 | US Championships (4)         | Margaret Osborne duPont | Pauline Betz Doris Hart                    | 6−3, 6−3       |
| Guanyadora | 5.   | 1946 | Wimbledon Championships      | Margaret Osborne duPont | Pauline Betz Doris Hart                    | 6−3, 2−6, 6−3  |
| Guanyadora | 6.   | 1946 | Internationaux de France     | Margaret Osborne duPont | Pauline Betz Doris Hart                    | 6−4, 0−6, 6−1  |
| Guanyadora | 7.   | 1946 | US Championships (5)         | Margaret Osborne duPont | Patricia Canning Todd Mary Arnold Prentiss | 6−1, 6−3       |
| Finalista  | 1.   | 1947 | Wimbledon Championships      | Margaret Osborne duPont | Doris Hart Patricia Canning Todd           | 6−3, 4−6, 5−7  |
| Guanyadora | 8.   | 1947 | Internationaux de France (2) | Margaret Osborne duPont | Pauline Betz Patricia Canning Todd         | 7−5, 6−2       |
| Guanyadora | 9.   | 1947 | US Championships (6)         | Margaret Osborne duPont | Patricia Canning Todd Doris Hart           | 5−7, 6−3, 7−5  |
| Guanyadora | 10.  | 1948 | Wimbledon Championships (2)  | Margaret Osborne duPont | Doris Hart Patricia Canning Todd           | 6−3, 3−6, 6−3  |
| Guanyadora | 11.  | 1948 | US Championships (7)         | Margaret Osborne duPont | Patricia Canning Todd Doris Hart           | 6−4, 8−10, 6−1 |
| Guanyadora | 12.  | 1949 | Internationaux de France (3) | Margaret Osborne duPont | Joy Gannon Betty Hilton                    | 7−5, 6−1       |
| Guanyadora | 13.  | 1949 | Wimbledon Championships (3)  | Margaret Osborne duPont | Gussy Moran Patricia Canning Todd          | 8−6, 7−5       |
| Guanyadora | 14.  | 1949 | US Championships (8)         | Margaret Osborne duPont | Doris Hart Shirley Fry                     | 6−4, 10−8      |
| Guanyadora | 15.  | 1950 | Australian Championships     | Doris Hart              | Nancye Wynne Bolton Thelma Coyne Long      | 6−2, 2−6, 6−3  |
| Finalista  | 2.   | 1950 | Internationaux de France     | Margaret Osborne duPont | Doris Hart Shirley Fry                     | 6−1, 5−7, 2−6  |
| Guanyadora | 16.  | 1950 | Wimbledon Championships (4)  | Margaret Osborne duPont | Doris Hart Shirley Fry                     | 6−4, 5−7, 6−1  |
| Guanyadora | 17.  | 1950 | US Championships (9)         | Margaret Osborne duPont | Doris Hart Shirley Fry                     | 6−2, 6−3       |
| Finalista  | 3.   | 1951 | Wimbledon Championships (2)  | Margaret Osborne duPont | Doris Hart Shirley Fry                     | 3−6, 11−13     |
| Finalista  | 4.   | 1952 | Wimbledon Championships (3)  | Maureen Connolly        | Doris Hart Shirley Fry                     | 6−8, 3−6       |
| Finalista  | 5.   | 1952 | US Championships             | Maureen Connolly        | Doris Hart Shirley Fry                     | 8−10, 4−6      |
| Finalista  | 6.   | 1953 | US Championships (2)         | Margaret Osborne duPont | Doris Hart Shirley Fry                     | 2−6, 9−7, 7−9  |
| Guanyadora | 18.  | 1954 | Wimbledon Championships (5)  | Margaret Osborne duPont | Doris Hart Shirley Fry                     | 4−6, 9−7, 6−3  |
| Finalista  | 7.   | 1954 | US Championships (3)         | Margaret Osborne duPont | Doris Hart Shirley Fry                     | 4−6, 4−6       |
| Guanyadora | 19.  | 1955 | US Championships (10)        | Margaret Osborne duPont | Doris Hart Shirley Fry                     | 6−3, 1−6, 6−3  |
| Guanyadora | 20.  | 1956 | US Championships (11)        | Margaret Osborne duPont | Betty Rosenquest Pratt Shirley Fry         | 6−3, 6−0       |
| Guanyadora | 21.  | 1957 | US Championships (12)        | Margaret Osborne duPont | Althea Gibson Darlene Hard                 | 6−2, 7−5       |

### Dobles mixts: 11 (8−3)
| Resultat   | Núm. | Any  | Campionat                   | Parella         | Oponents                             | Marcador       |
| ---------- | ---- | ---- | --------------------------- | --------------- | ------------------------------------ | -------------- |
| Guanyadora | 1.   | 1942 | US Championships            | Ted Schroeder   | Patricia Todd Alejo Russell          | 2−6, 6−1, 6−4  |
| Guanyadora | 2.   | 1946 | Wimbledon Championships     | Tom Brown       | Dorothy Bundy Geoff Brown            | 6−4, 6−4       |
| Finalista  | 1.   | 1946 | US Championships            | Robert Kimbrell | Margaret Osborne duPont Bill Talbert | 3−6, 4−6       |
| Guanyadora | 3.   | 1947 | Wimbledon Championships (2) | John Bromwich   | Nancye Wynne Bolton Colin Long       | 1−6, 6−4, 6−2  |
| Guanyadora | 4.   | 1947 | US Championships (2)        | John Bromwich   | Gussy Moran Pancho Segura            | 6−3, 6−1       |
| Guanyadora | 5.   | 1948 | Wimbledon Championships (3) | John Bromwich   | Doris Hart Frank Sedgman             | 1−6, 6−4, 6−2  |
| Guanyadora | 6.   | 1948 | US Championships (3)        | Tom Brown       | Margaret Osborne duPont Bill Talbert | 6−4, 6−4       |
| Finalista  | 2.   | 1949 | Wimbledon Championships     | John Bromwich   | Sheila Piercey Summers Eric Sturgess | 7−9, 11−9, 5−7 |
| Guanyadora | 7.   | 1949 | US Championships (4)        | Eric Sturgess   | Margaret Osborne duPont Bill Talbert | 4−6, 6−3, 7−5  |
| Guanyadora | 8.   | 1950 | Wimbledon Championships (4) | Eric Sturgess   | Pat Canning Todd Geoff Brown         | 11−9, 1−6, 6−4 |
| Finalista  | 3.   | 1955 | Wimbledon Championships (2) | Enrique Morea   | Doris Hart Vic Seixas                | 6−8, 6−2, 3−6  |

## Carrera tennística

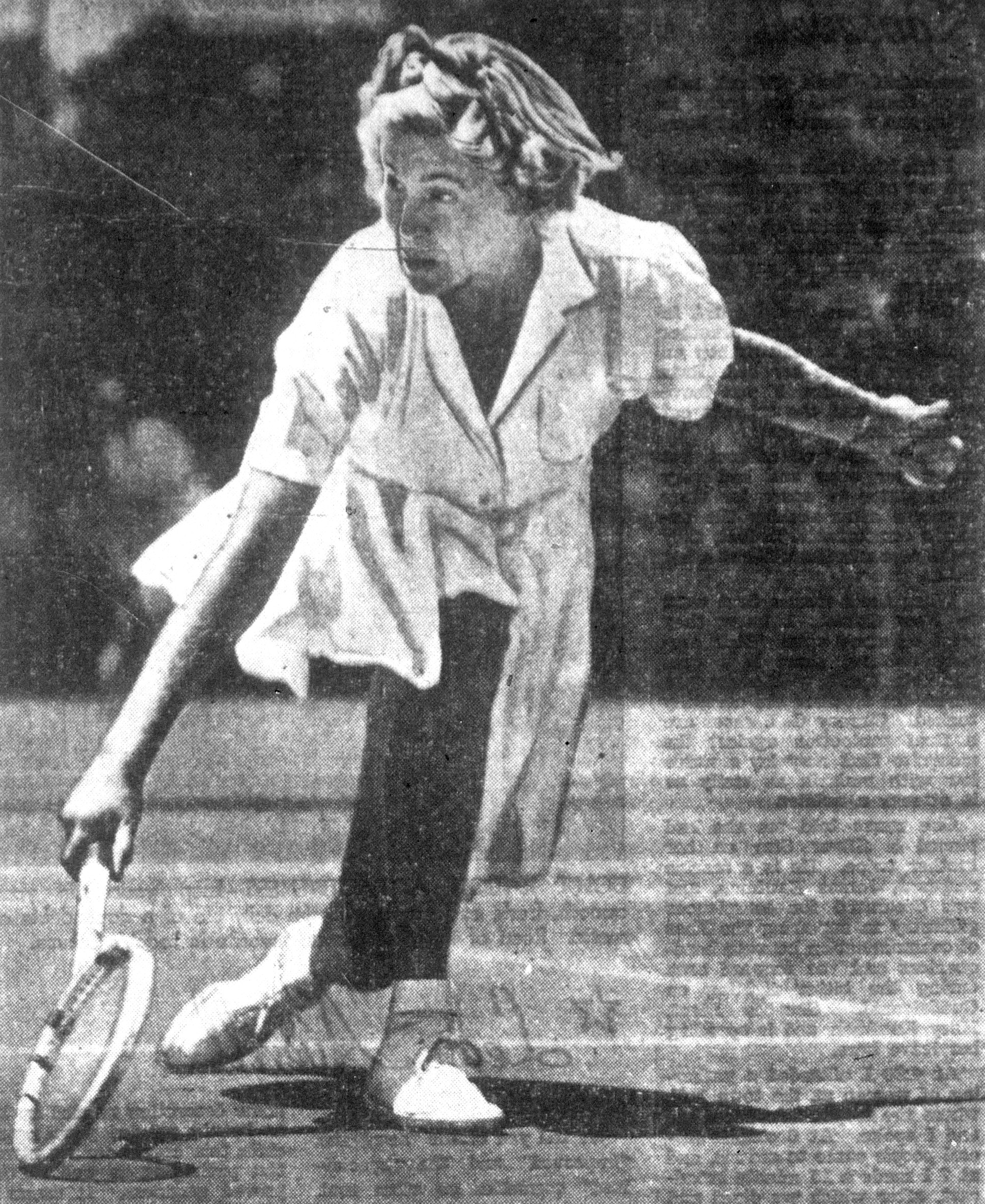
Louise Brough al 1943

Als tretze anys va començar a jugar a tennis, i amb disset va guanyar el campionat júnior dels Estats Units. Va ser una de les tennistes més notables de la primera meitat del segle xx. La seva carrera tenística està íntimament lligada a Wimbledon, a on va aconseguir un total de tretze dels seus trenta-cinc grand slams - quatre en individuals, cinc en dobles femenins i quatre en dobles mixtos.
El seu primer títol a les pistes de l'All-England Club de Londres el va guanyar l'any 1946. Amb la seva parella de dobles, Margaret Osborne duPont, van conquerir vint grans torneigs, nou dels quals ho van ser de forma consecutiva, una fita que encara no ha estat superada, i entre els quals Roland Garros, els Campionats de tennis dels Estats Units o els Campionats d'Austràlia. Es va convertir en número 1 del rànquing mundial el 1955, mantenint-se entre les deu millors tenistes durant setze anys de la seva carrera. El 1958 es va retirar del tenis actiu.
La seva trajectòria va ser reconeguda el 1967, quan va passar a forma part del Saló de la Fama del Tenis. També Wimbledon, el 2010, va commemorar una de les seves fites més històriques, el 60è aniversari del seu triomf a les tres categories del campionat anglès. Va morir als noranta anys, a Vista, Estats Units.

## Trajectòria

### Individual
| Torneig | 1939 | 1940        | 1941        | 1942        | 1943        | 1944        | 1945        | 1946 | 1947 | 1948 | 1949 | 1950 | 1951 | 1952 | 1953 | 1954 | 1955 | 1956 | 1957 | 1958 | 1959 | Títols | V − D   |
| --- | ---- | ----------- | ----------- | ----------- | ----------- | ----------- | ----------- | ---- | ---- | ---- | ---- | ---- | ---- | ---- | ---- | ---- | ---- | ---- | ---- | ---- | ---- | ------ | ------- |
| Australian Championships | A    | A           | No celebrat | No celebrat | No celebrat | No celebrat | No celebrat | A    | A    | A    | A    | G    | A    | A    | A    | A    | A    | A    | A    | A    | A    | 1 / 1  | 5 − 0   |
| Internationaux de France | A    | No celebrat | No celebrat | No celebrat | No celebrat | No celebrat | A           | SF   | SF   | A    | 3R   | SF   | A    | A    | A    | A    | A    | A    | A    | A    | A    | 0 / 4  | 10 − 4  |
| Wimbledon | A    | No celebrat | No celebrat | No celebrat | No celebrat | No celebrat | No celebrat | F    | SF   | G    | G    | G    | SF   | F    | A    | F    | G    | SF   | QF   | A    | A    | 4 / 11 | 56 − 7  |
| US Championships | 1R   | 1R          | 2R          | F           | F           | SF          | SF          | QF   | G    | F    | SF   | 3R   | A    | SF   | SF   | F    | 3R   | QF   | F    | A    | QF   | 1 / 19 | 60 − 18 |
| Llegenda: G: Guanyadora; F: Finalista; SF: Semifinalista; QF: Quarts de final; Q: Qualificació; A: Absent; RR: Round Robin; |      |             |             |             |             |             |             |      |      |      |      |      |      |      |      |      |      |      |      |      |      |        |         |

### Dobles femenins
| Australian Championships | A           | No celebrat | No celebrat | No celebrat | No celebrat | No celebrat | A | A | A | A | G | A | A | A | A | A | A  | A | A | A  | 1 / 1   | 3 − 0  |
| Internationaux de France | No celebrat | No celebrat | No celebrat | No celebrat | No celebrat | A           | G | G | A | G | F | A | A | A | A | A | A  | A | A | A  | 3 / 4   | 14 − 1 |
| Wimbledon | No celebrat | No celebrat | No celebrat | No celebrat | No celebrat | No celebrat | G | F | G | G | G | F | F | A | G | A | SF | A | A | A  | 5 / 9   | 39 − 4 |
| US Championships | QF          | QF          | G           | G           | G           | G           | G | G | G | G | G | A | F | F | F | G | G  | G | A | QF | 12 / 18 | 65 − 6 |
| Llegenda: G: Guanyadora; F: Finalista; SF: Semifinalista; QF: Quarts de final; Q: Qualificació; A: Absent; RR: Round Robin; |             |             |             |             |             |             |   |   |   |   |   |   |   |   |   |   |    |   |   |    |         |        |

### Dobles mixts
| Australian Championships | No celebrat | No celebrat | No celebrat | No celebrat | A | A | A | A | SF | A | A | A | A | A | 0 / 1 | 3 − 0  |
| Internationaux de France | No celebrat | No celebrat | No celebrat | A           | A | A | A | A | A  | A | A | A | A | A | 0 / 0 | 0 − 0  |
| Wimbledon | No celebrat | No celebrat | No celebrat | No celebrat | G | G | G | F | G  | A | A | A | A | F | 4 / 6 | 28 − 2 |
| US Championships | G           | A           | A           | A           | A | F | G | G | G  | A | A | A | A | A | 4 / 5 | 28 − 1 |
| Llegenda: G: Guanyadora; F: Finalista; SF: Semifinalista; QF: Quarts de final; Q: Qualificació; A: Absent; RR: Round Robin; |             |             |             |             |   |   |   |   |    |   |   |   |   |   |       |        |